# Власність в Україні
«Власність в Україні» — науково-аналітичний журнал, який видавався з 2000 року. Свідоцтво про державну реєстрацію: КВ 5041 (09.04.2001). 

## Тематика
Основні теми журналу: дослідження на ринку власності, а також ексклюзивні матеріали, що характеризують стан і динаміку розвитку цього ринку.
Журнал для потенційних власників публікував інформацію про кон'юнктуру, динаміку розвитку ринку, умови купівлі об'єктів нерухомості (в тому числі землі, незавершеного будівництва), інформацію про інші об'єкти та корпоративні права.
У 2001 році журнал вийшов з додатком на CD-диску, на якому були представлені статистичні дані щодо продажу земельних ділянок на первинному та вторинному ринках у 2000-2001 роках, а також аналоги продажу на первинному ринку по всіх регіонах України.

## Засновники
Фонд державного майна України, НДІ приватного права і підприємництва Академії правових наук України, громадська організація «Інститут власності» і асоціація спеціалістів з нерухомості України.

## Видавець
НДІ приватного права і підприємництва Академії правових наук України. 
Адреса редакції: 01021, Київ-21, вул. Печерський узвіз, 19, а/c 25.
До редакційної ради журналу входили керівники ФДМУ й Асоціації спеціалістів з нерухомості України, а також відомі вчені-економісти.